# Власов, Вачакан Рачиевич
Вачакан (Вачаган) Рачиевич Власов (Власян; 14 октября 1922, с. Сагиян, Азербайджанская ССР — 8 июля 2003, Алма-Ата), генерал-майор (ноябрь 1971), первый начальник Алма-Атинского высшего общевойскового командного училища имени Маршала Советского Союза И. С. Конева (февраль 1970 г. — сентябрь 1978 г.), заместитель председателя ЦК ДОСААФ Казахской ССР (1979—1989).

## Биография
Родился в армянской крестьянской семье.
С 1940 г., окончив десять классов Матарасинской средней школы (Шемахинский район) и трёхмесячные курсы переподготовки учителей, работал учителем в той же школе.
21 февраля 1942 г. призван в ряды Красной Армии. В августе 1943 г. окончил первое Бакинское пехотное училище. Служил командиром отдельного пулемётного взвода 3-й отдельной стрелковой бригады 45-й армии (Закавказский фронт), командиром роты 978-го стрелкового полка 261-й стрелковой дивизии (45-я армия). В феврале 1945 г. вступил в КПСС.
В 1953 г. окончил высшие офицерские курсы «Выстрел», затем по 1956 г. служил командиром батальона в Закавказском военном округе.
В 1959 г. окончил Военную академию имени М. В. Фрунзе, служил заместителем командира, командиром мотострелкового полка, заместителем командира учебной дивизии (Туркестанский военный округ).
С февраля 1970 по сентябрь 1978 г. — начальник Алма-Атинского высшего общевойскового командного училища имени Маршала Советского Союза И. С. Конева.
В 1971 г. уволен в запас. В 1979—1989 гг. — заместитель председателя ЦК ДОСААФ Казахской ССР.
Похоронен в Алма-Ате.

### Семья
Отец — Рачия Дмитриевич Власян, крестьянин, в рядах Красной Армии сражался за установление Советской власти.

## Награды
- орден Отечественной войны II степени (1985)
- орден Красной Звезды (1967)
- орден «За службу Родине в Вооружённых Силах СССР» III степени (1976).
- медаль «За боевые заслуги» (1952)
- медаль «За победу над Германией в Великой Отечественной войне 1941—1945 гг.» (1945)

## Память
На доме 42 по проспекту Достык в Алма-Ате, в котором В. Власов прожил более 30 лет, в сентябре 2010 г. установлена мемориальная доска.